# Stjepan Jambreković
Stjepan „Stipo“ Jambreković (* 5. August 1948) ist ein ehemaliger jugoslawischer Fußballspieler.
Stipo Jambreković wechselte vom VfL Nagold zum SSV Reutlingen 05. Am 16. August 1975 am 2. Spieltag der Saison 1975/76 gab Jambreković nachdem er in der 69. Spielminute eingewechselt wurde in der 2. Bundesliga gegen den TSV 1860 München für den SSV Reutlingen sein Profidebüt. Bis zum Ende des Jahres 1975 absolvierte er fünf weitere Profieinsätze für die Reutlinger. Ohne einen eigenen Rückrundeneinsatz stieg Stipo Jambreković am Saisonende mit dem SSV ab.